# Ed Banach
Edward Joseph „Ed“ Banach (ur. 6 lutego 1960 w Port Jervis) – amerykański zapaśnik w stylu wolnym. Mistrz olimpijski z Los Angeles 1984 roku. Drugie miejsce w Pucharze Świata w 1984 roku.
Zawodnik Uniwersytetu Iowa legitymujący się wspaniałym rekordem walk 141-9-1. Cztery razy był mistrzem NCAA All-American, a trzy razy NCAA National Champion (1980, 1981 i 1983). W 1983 roku został wybrany do Wielkiej Dziesiątki Atletów Roku (Big Ten Athlete of the Year).
Jego brat Lou Banach także został złotym medalistą olimpijskim w 1984 roku.